# Psychotria hyptoides
Psychotria hyptoides är en måreväxtart som beskrevs av George Bentham. Psychotria hyptoides ingår i släktet Psychotria och familjen måreväxter. Inga underarter finns listade i Catalogue of Life.